# Circuit party

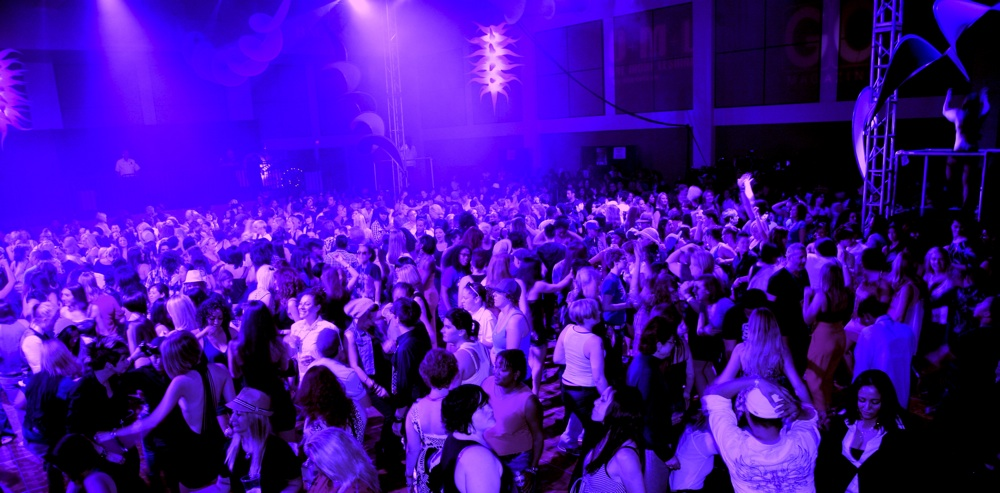
De White Diamonds Party, een circuit party voor lesbische vrouwen tijdens het Club Skirts Dinah Shore Weekend in Palm Springs.

Een circuit party is een type dansfeest voor hoofdzakelijk homoseksuele mannen dat sinds de jaren tachtig in meerdere grote, homovriendelijke steden in de wereld gehouden wordt.
Wereldwijd zijn er jaarlijks enkele honderden van dergelijke feesten, waarvan sommige maandelijks en andere jaarlijks plaatsvinden. De grootste circuit party's trekken enkele tienduizenden bezoekers, de overige doorgaans een paar duizend.

## Geschiedenis
Circuit party's ontstonden in de jaren tachtig, toen de grote New Yorkse nachtclub The Saint gekostumeerde feesten begon te organiseren onder de naam White Party en Black Party, waar homomannen uit de hele VS op af kwamen. Na de sluiting van The Saint in 1988 werd dit concept in andere Amerikaanse steden voortgezet, al dan niet in de vorm van een benefietfeest om geld in te zamelen voor slachtoffers die de ziekte aids in die tijd maakte.
Deze feesten kwamen al gauw bekend te staan als "the circuit", afgeleid van de circuittraining bij sportscholen. Later maakten professionele evenementenbureaus er lucratieve weekendarrangementen van, waar ook de (liberale) gaststeden economisch van meeprofiteren. Sinds het jaar 2000 kregen de circuit party's concurrentie van speciaal op homo's gerichte cruisevakanties, zoals die van La Demence, die eveneens meerdaags entertainment voor een paar duizend mannen bieden.

## Karakter

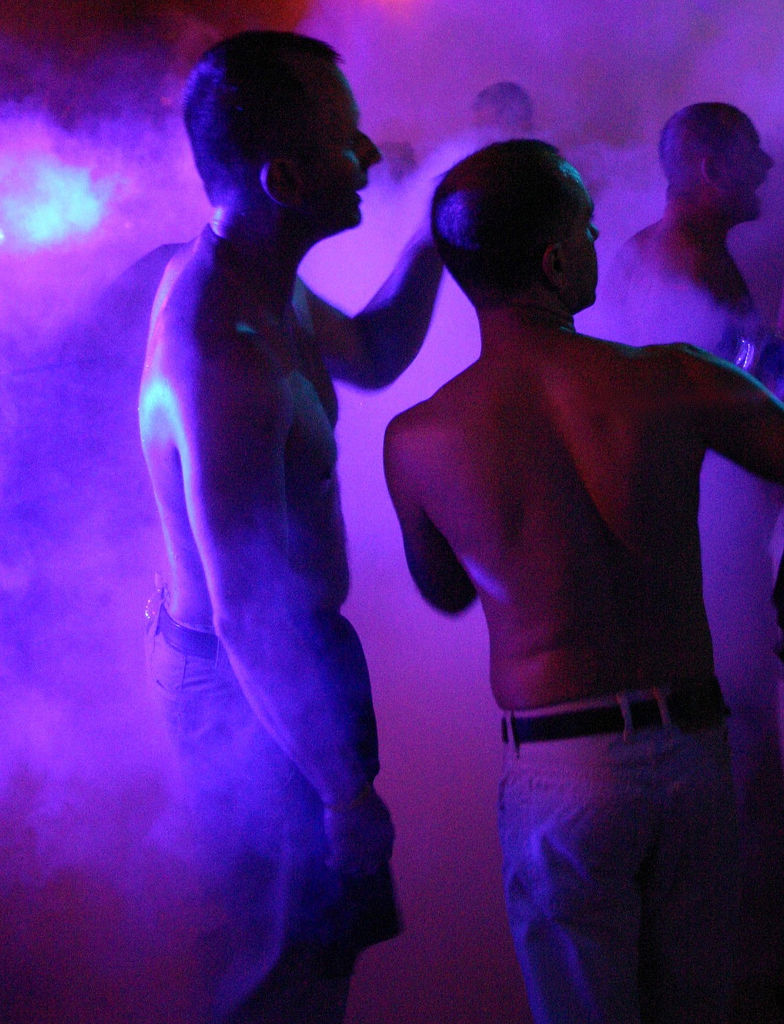
Typerend beeld van een circuit party, hier in 2005 in Atlanta

Circuit party's zijn doorgaans groots opgezet en gaan gepaard met veel spektakel, met decors en optredens volgens een bepaald thema. De bezoekers kunnen zich daar bij aansluiten door verkleed of in één bepaalde kleur gekleed te komen, maar vaak wordt schaarsgekleed of met ontbloot bovenlichaam gedanst.
Binnen de homoscene populaire dj's draaien voornamelijk disco-, house- en technomuziek. Bij de grootste circuit party's treden ook internationaal bekende en bij homo's geliefde artiesten als Jennifer Lopez en Boy George, of bijvoorbeeld het Cirque du Soleil op.
De kleinere feesten beginnen 's avonds en duren tot in de volgende ochtend, de grotere gaan meerdere dagen aan een stuk door. De bezoekers combineren dergelijke circuit party's dan ook vaak met een (korte) vakantie. Vanwege de kosten zijn dit doorgaans succesvolle dertigers en veertigers die regelmatig meerdere van deze evenementen per jaar aandoen.
Om de lange duur van de feesten uit te houden, worden tijdens circuit party's vaak drugs gebruikt. In de jaren negentig was dat vooral xtc, later gevolgd door GHB en methamfetamine (ook bekend als crystal meth of tina). Afhankelijk van de sfeer van een bepaald feest, verlagen deze drugs ook de drempel voor, niet zelden onveilige, seksuele handelingen, zowel in de wc-ruimtes als op de dansvloer.
Bezoekers zeggen deelname aan circuit party's te ervaren als een bevrijdende beleving van hun homoseksualiteit en als een soort reünie om vrienden vanuit de hele wereld te ontmoeten.

## Bekende party's
Enkele van de meer bekende circuit party's zijn, in chronologische volgorde:
| - White Party, aanvankelijk in New York, sinds 1985 in Miami - Southern Decadence, sinds 1984 in New Orleans - La Demence, sinds 1989 in Brussel - One Magical Weekend, sinds 1990 in Walt Disney World | - Black and Blue Festvial, sinds 1991 in Montreal - Rapido en Funhouse, sinds 2004 in Amsterdam - Circuit Festival, sinds 2008 in Barcelona - Xlsior Festival, sinds 2009 in Mykonos. |